# Signe Hammar
Alva Signe Bernhardina Hammar, född 1 juli 1906 i Limhamn i Malmö, död 1978 i Rom, var en svensk målare och tecknare.
Hon var dotter till kontorsskrivaren Carl Johan Svensson Hammar och hans hustru Alva Bernhardina. Hammar studerade vid Skånska målarskolan 1930–1932 och vid Konstakademien i Rom 1937, där hon var bosatt sedan 1933. I Sverige ställde hon ut på Galerie Moderne i Stockholm samt i Nessimhallen i Malmö och hon medverkade några gånger i samlingsutställningar med Skånes konstförening. Merparten av hennes utställningar skedde i Italien. Hennes konst består av porträtt, figurmotiv och italienska landskap med dragning åt naivism, även humoristiska djurmotiv. Hammar är begravd på Limhamns kyrkogård.